# Deutsche Friedensmedaille
Die Deutsche Friedensmedaille war die höchste Auszeichnung des Friedensrates der DDR (DFR) der Deutschen Demokratischen Republik (DDR), welche 1954 in zwei Stufen, Silber und Gold, gestiftet wurde. Sie galt in der DDR als nichtstaatliche Auszeichnung.

## Aussehen und Trageweise
Die silberne, spätere versilberte bzw. vergoldete Medaille mit einem Durchmesser von 35 mm zeigt auf ihrem Avers das vom Betrachter aus gesehen links blickende Porträt Otto Hahns und die Umschrift: FÜR VERDIENSTE (oben) UM DEN FRIEDEN (unten). Der Kreis wird vollendet durch zwei Lorbeerzweige die links und rechts des Kopfes am Medaillenrand liegen. Das Revers der Medaille zeigt dagegen mittig eine fliegende Friedenstaube mit der darunter liegenden Inschrift: FRIEDENSRAT. Umschlossen wird das Symbol des Friedens von der Umschrift: DER DEUTSCHEN DEMOKRATISCHEN REPUBLIK, welche drei Viertel des Kreisumfanges ausmacht. Das untere Viertel wird von zwei modernen Lorbeerzweigen ausgefüllt. Getragen wurde die Medaille an der linken oberen Brustseite an einer blauen Schleife, in deren Mitte eine Friedenstaube in der Farbe der jeweiligen verliehenen Stufe aufgelegt ist.

## Bekannte Träger
- Heinz-Wolfram Mascher, 1951, Jurist und Politiker
- Heinz Sanke, 1951, Geograph
- Emil Fuchs, 1953, Theologe
- Joseph Wirth, 1954, Politiker
- Otto Buchwitz, 1955, Politiker
- Ernst Goldenbaum, 1955, Politiker
- Rolf Helm, 1955, Jurist
- Heinrich Homann, 1955, Politiker
- Karl Kleinschmidt, 1955, Pfarrer und Publizist
- Wilhelmine Schirmer-Pröscher, 1955, Politikerin
- Ehm Welk, 1955, Schriftsteller
- Erich Fabian, 1956, Schriftsteller
- Maximilian Scheer, 1956, Publizist
- Wolfgang Sachse, 1957, Pfarrer
- Manfred von Ardenne, 1958, Naturwissenschaftler
- Heinz Kamnitzer, 1958, Schriftsteller
- Gerhard Lotz, 1958, Kirchenjurist
- Josef Orlopp, 1958, Gewerkschafter
- Gertrud Sasse, 1958, Lehrerin
- Anna Seghers, 1958, Schriftstellerin
- Peter Alfons Steiniger, 1958, Jurist
- Curt Böhme, 1959, Politiker
- Hanns Eisler, 1959, österreichischer Komponist
- Ludwig Renn, 1959, Schriftsteller
- Walther Siegmund-Schultze, 1959, Musikwissenschaftler und Hochschullehrer
- Werner Eggerath, 1960, Politiker
- John Heartfield, 1961
- Joseph Freusberg, 1961, Bischof
- Gerhard Rudolf Meyer, 1964, Archäologe
- Georg Grasnick, 1964, Journalist
- Rosel Walther, 1965, Politikerin
- Herbert Landmann, 1966, Arzt und Politiker
- Johannes Tralow, 1967, Schriftsteller
- Nelly Haalck, 1968, Politikerin
- Erich Mielke, 1969, Politiker, DDR-Minister für Staatssicherheit
- Georg Spielmann, 1970, Widerstandskämpfer
- Ralph Abernathy, 1971, afroamerikanischer Bürgerrechtler
- Martin Niemöller, 1977 in Gold, Theologe und Widerstandskämpfer
- Helmut Aris, 1983, Präsident des Verbandes der Jüdischen Gemeinden in der DDR
- Rudolf Nehmer, 1983 in Silber, Maler und Grafiker

- August Bach, Politiker
- Edgar Bennert, Schauspieler, Journalist und Intendant
- Georg Boock, Politiker
- Walter Bredendiek, Theologe
- Johannes Dieckmann, Politiker
- Dieter Eberle, Journalist
- Erich Einsporn, Physiker
- Walter Friedeberger, Arzt
- Otto Hartmut Fuchs, Funktionär der DDR-CDU
- Manfred Gerlach, Politiker (LDPD)
- Gerhard Kehnscherper, Theologe
- Karl Pagel, Kirchenrat
- Ursula Raurin-Kutzner, Politikerin
- Hans Wiedemann, Politiker